# Pale (Irland)

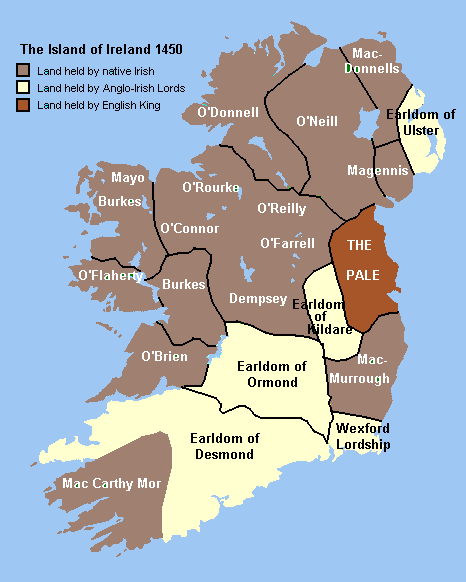
The Pale (grau) – um etwa 1450

Als the Pale (irisch An Pháil) oder the English Pale (irisch An Pháil Sasanach) wurde zunächst der gesamte Besitz normannischer Herrscher an Irlands Ostküste bezeichnet. Das Gebiet beinhaltete beispielsweise Ländereien in den Countys Dublin, Meath, Louth und Kildare, erstreckte sich im späteren Mittelalter jedoch nur noch auf das Gebiet um die Stadt Dublin.

## Hintergrund

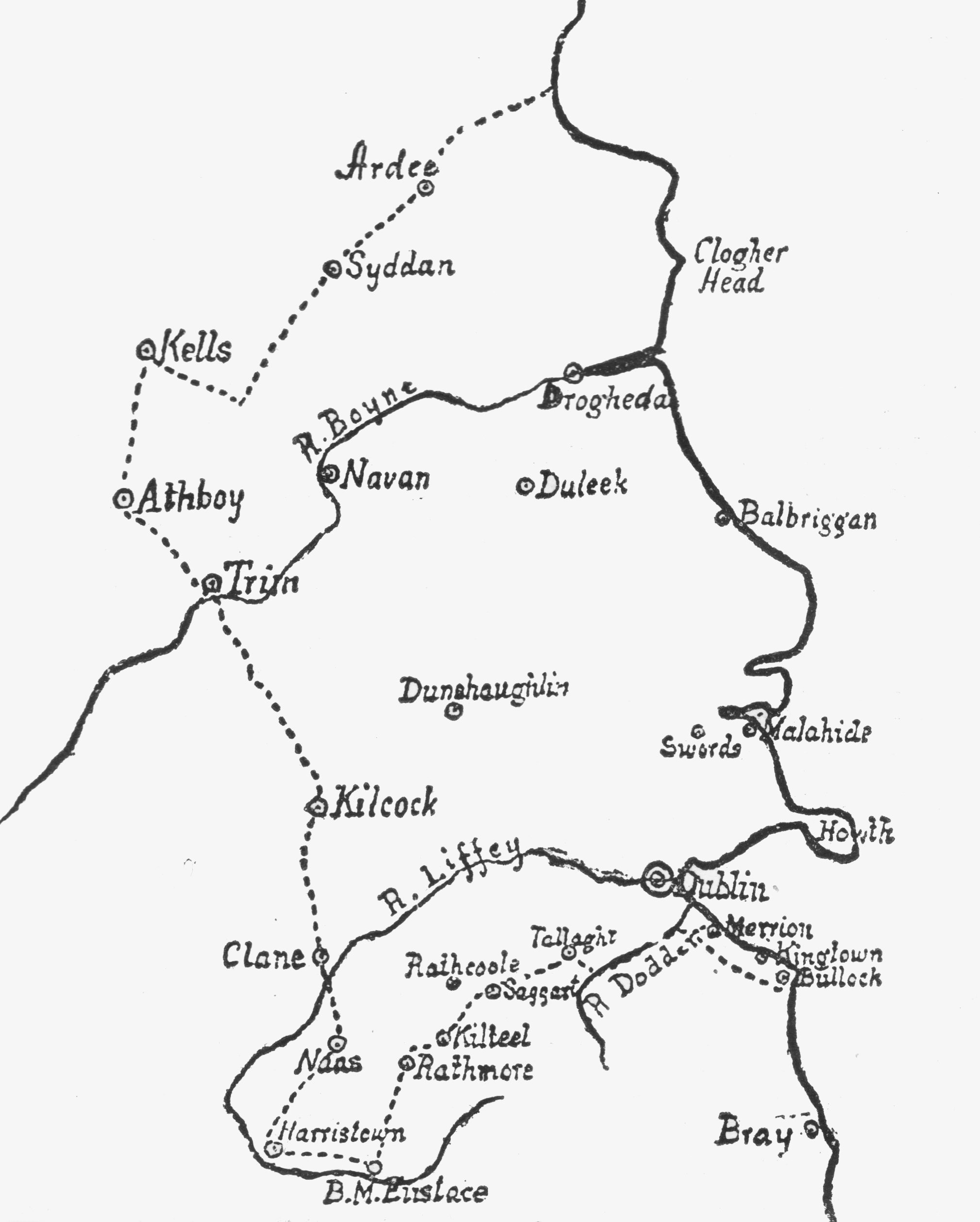
The Pale nach dem Statut von 1488

Ab 1169 landeten normannische Truppen aus England und Wales unter der Führung von Robert FitzStephen in der Bannow Bay im County Wexford. Die Normannen versuchten während der nächsten 70 Jahre die Insel zu erobern und diese Angriffe hatten ihren Höhepunkt mit der Besetzung Connaughts im Jahr 1235. Die Eindringlinge hatten zunächst rund zwei Drittel der Insel unter ihre Kontrolle gebracht, verloren jedoch im 14. und 15. Jahrhundert stetig an Boden, so dass im Jahr 1495 nur noch die Gebiete der vier östlichen Grafschaften der englischen Krone unterstanden. Die Grenze des Pale begann südlich von Dundalk, in der Nähe von Blackrock, zog sich am Fluss Fane entlang ins Landesinnere. Dort reichte sie bis nach Ardee und von dort wieder in Richtung Küste bis in die Nähe von Bray im County Wicklow.
Im Jahre 1430 hatte der englische König Heinrich VI. jedem seiner Untertanen einen Zuschuss von 10 £ garantiert, der ein Schloss, eine Festung oder einen befestigten Turm dort errichtete, wobei die Abmessungen mindestens 29 Fuß in der Länge, 16 Fuß in der Breite und 40 Fuß in der Höhe betragen sollten. Dieses sollte einen Anreiz dazu geben, die englische Präsenz in diesen Gebieten zu verstärken. Eines dieser wehrhaften Gebäude ist das „Tower House“, auch als „Termonfeckin Castle“ bezeichnet, in der Ortschaft Termonfeckin, das einen guten Überblick über das Tal des Feighan bot.
Im Laufe des 14. und 15. Jahrhunderts beschränkte sich die politische und kulturelle Herrschaft der Normannen auf immer schmaler werdende Küstenstreifen rund um Dublin, Wexford und Enklaven in Nordirland. Der Rest der Insel blieb von irischen Herrschern geprägt, die größtenteils die einheimischen Bräuche pflegten, das Rechtssystem der Brehon Laws aufrechterhielten und Irisch sprachen. Zudem wurde von Zeitgenossen kritisch beobachtet, dass sich die anglo-normannischen Adligen häufig sehr schnell an die einheimische Kultur anpassten, sogar die irische Sprache übernahmen und ihre Kinder nach Landesart erzogen. Die englische Herrschaft war in so arge Bedrängnis geraten, dass Schutzmaßnahmen ergriffen wurden. Die Westgrenze des Pale wurde zum Teil mit Gräben, Zäunen und Wachanlagen befestigt (Anm.: pale bedeutete hier ursprünglich „Pfahl“ und ist mit diesem deutschen Wort verwandt). In den im Jahre 1367 erlassenen Statutes of Kilkenny wurde sogar der Gebrauch der irischen Sprache im Pale unter Strafe gestellt, und es wurde nicht als Straftat angesehen, einen Iren zu töten. 1494 wurden die Poynings’ Laws und ab 1695 die Penal Laws erlassen.
Am Ende des 15. Jahrhunderts hatte die Verwaltungseinheit des Pale ihren Sitz in Drogheda, das durch einen Wehrgraben („Pale Ditch“) umgeben war. Er diente als Grenze oder Schutz vor Überfällen. Der Begriff Pale wurde noch bis zur Regentschaft des Königs Henry VIII. verwendet, der im Jahr 1509 den englischen Thron bestieg und ab 1541 auch König von Irland war. Geblieben ist in der englischen Sprache bis heute der Begriff beyond the pale, etwa „völlig inakzeptabel“, „ganz außerhalb jeder Ordnung“ oder auch „unzivilisiert“.
Im Englischen wird der Begriff Pale auch für andere Gebiete verwendet, unter anderem für den Pale of Settlement, das heißt der Ansiedlungsrayon im zaristischen Russland, wo den Juden die Niederlassung gestattet war.